# Наречена чаклуна
Наречена чаклуна (яп. 魔法使いの嫁, Махо: цукай но йоме) — манґа за авторством Ямадзакі Коре та засновані на ній OVA та аніме серіал.
Офіційно видана в Україні видавництвом Мольфар Комікс.

## Сюжет
Події відбуваються у Великій Британії. Могутній чаклун на ім'я Еліас Ейнсворт на закритому аукціоні для магів, чаклунів та науковців купує дівчину-рабиню на ім'я Хаторі Чісе. Але він бажає навчати її чаклунства та пізніше одружитися з нею.

## Перелік персонажів
Хаторі Чісе (яп. 羽鳥智世; Хаторі Чісе) — етнічна японка, дівчинка, що втратила обох батьків та згодилася бути проданою в рабство.
- Сейю — Танедзакі Ацумі[7][8]

Еліас Ейнсворт (яп. エリアス・エインズワース; Еріасу Ейндзувасу) — могутній чаклун, закоханий у Чісе.
- Сейю — Такеучі Рьота[7][8]

Рут (яп. ルツ; Руцу) — фамільяр Чісе, церковний грим.
- Сейю — Учіяма Кокі[7][8]

Анжеліка Барлей (яп. アンジェリカ・バーレイ; Анджеріка Барей) — могутня відьма, давня знайома Еліаса.
- Сейю — Кайда Юко[9]

Саймон Карам (яп. サイモン・カラム; Саймон Караму) — пресвітер у церкві, знайомий Еліаса.
- Сейю — Морікава Тошіюкі[7]

Ліндел (яп. リンデル; Ріндеру) — учитель Еліаса.
- Сейю — Намікава Дайсуке[10]

Картафіл (яп. サイモン・カラム; Саймон Караму) — антигерой серії.
- Сейю — Мурасе Аюмі[11]

## Медіа

### Манґа
Українською манґу в Україні офіційно видало видавництво Мольфар Комікс у липні 2023 року. Станом на січень 2024 року видано перші три томи.

### Аніме

#### Список серій
| Номер серії | Назва                                     | Дата першої трансляції |
| ----------- | ----------------------------------------- | ---------------------- |
| 1           | Лихо не без добра                         | 7 жовтня 2017          |
| 2           | Ліпше синиця в жмені, ніж журавель у небі | 14 жовтня 2017         |
| 3           | Смерть багатся не боїться: всіх бере      | 21 жовтня 2017         |
| 4           | Усе має свій початок                      | 28 жовтня 2017         |
| 5           | Кохання долає все                         | 4 листопада 2017       |
| 6           | Королева фей                              | 11 листопада 2017      |
| 7           | Про вовка промовка — а вовк у хату!       | 18 листопада 2017      |
| 8           | Не чіпай лихо, доки воно тихо             | 25 листопада 2017      |
| 9           | Гірше всякого глухого, хто не хоче чути   | 2 грудня 2017          |
| 10          | Вік живи — вік учись                      | 9 грудня 2017          |
| 11          | Швидше ніж годинник, біжать коханці       | 16 грудня 2017         |
| 12          | Замість блукати, краще шляху поспитати    | 23 грудня 2017         |
| 13          | У гостині добре, а вдома краще            | 6 січня 2018           |
| 14          | Красне личко — серцю неспокій             | 13 січня 2018          |
| 15          | Свій куточок всього краше                 | 20 січня 2018          |
| 16          | Божі жорна мелють повільно, але неухильно | 27 січня 2018          |
| 17          | Не знаючи броду — не лізь у воду          | 3 лютого 2018          |
| 18          | Пробач і забудь                           | 10 лютого 2018         |
| 19          | Утопальник хапається за соломинку         | 17 лютого 2018         |
| 20          | Ліс рубають — тріски летять               | 24 лютого 2018         |
| 21          | Нужда закон ломить                        | 3 березня 2018         |
| 22          | Що посієш, те й пожнеш                    | 10 березня 2018        |
| 23          | Під лежачий камінь вода не тече           | 17 березня 2018        |
| 24          | Живи сам і дай жити іншим                 | 24 березня 2018        |